# Ole Daniel Enersen
Ole Daniel Enersen (Oslo, 14 de março de 1943 - 1 de janeiro de 2024) foi um alpinista, fotógrafo, jornalista, escritor e historiador médico norueguês.

## Biografia
Em 1965 fez a primeira subida da montanha Trollveggen em Romsdalen, Noruega, com Leif Normann Petterson, Odd Eliassen e Jon Teigland.
No ano 2000 publicou uma novela de gênero fantástico intitulada Dragen som Elsket Meg (O Dragão que me Amou).
Fundou e mantém o Who Named It?, um amplo dicionário online de biografias e epónimos médicos.

## Ligações Externas
- Who Named It? (em inglês)